# Ptychomitrium brevifolium
Ptychomitrium brevifolium là một loài rêu trong họ Ptychomitriaceae. Loài này được (Müll. Hal.) Kindb. mô tả khoa học đầu tiên năm 1889.